# Espace Jacques Brel
Pour les articles homonymes, voir Espace et Jacques Brel.
L'espace Jacques Brel est un musée et un lieu de mémoire dédié à Jacques Brel, du village d'Atuona de l'île d'Hiva Oa des îles Marquises, à 1 430 km de Tahiti, en Polynésie française, île d'adoption où il a passé les trois dernières années de sa vie.

## Historique
Arrivé pour une escale en 1975, à bord de son voilier ketch Askoy II de 18 m, lors de son voyage d'aventurier autour du monde à la voile avec sa dernière compagne Maddly Bamy, Jacques Brel tombe sous le charme de ses lieux français isolés et reposants du bout du monde, où inconnu et anonyme, il décide de vivre retiré les trois dernières années de sa vie, pour composer et écrire ses prochains albums, loin du tumulte de sa vie de star, avant sa disparition précoce en 1978, à l'âge de 49 ans,,. 

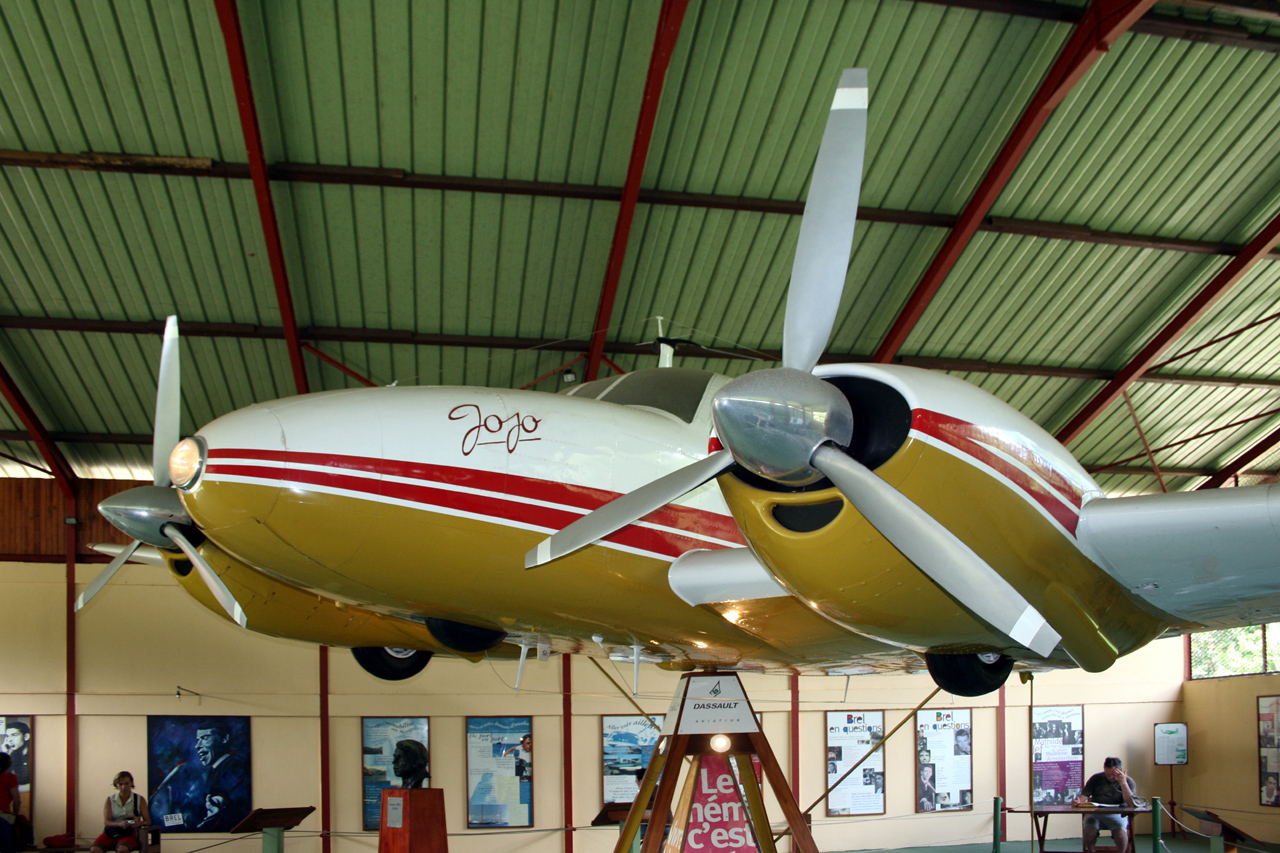
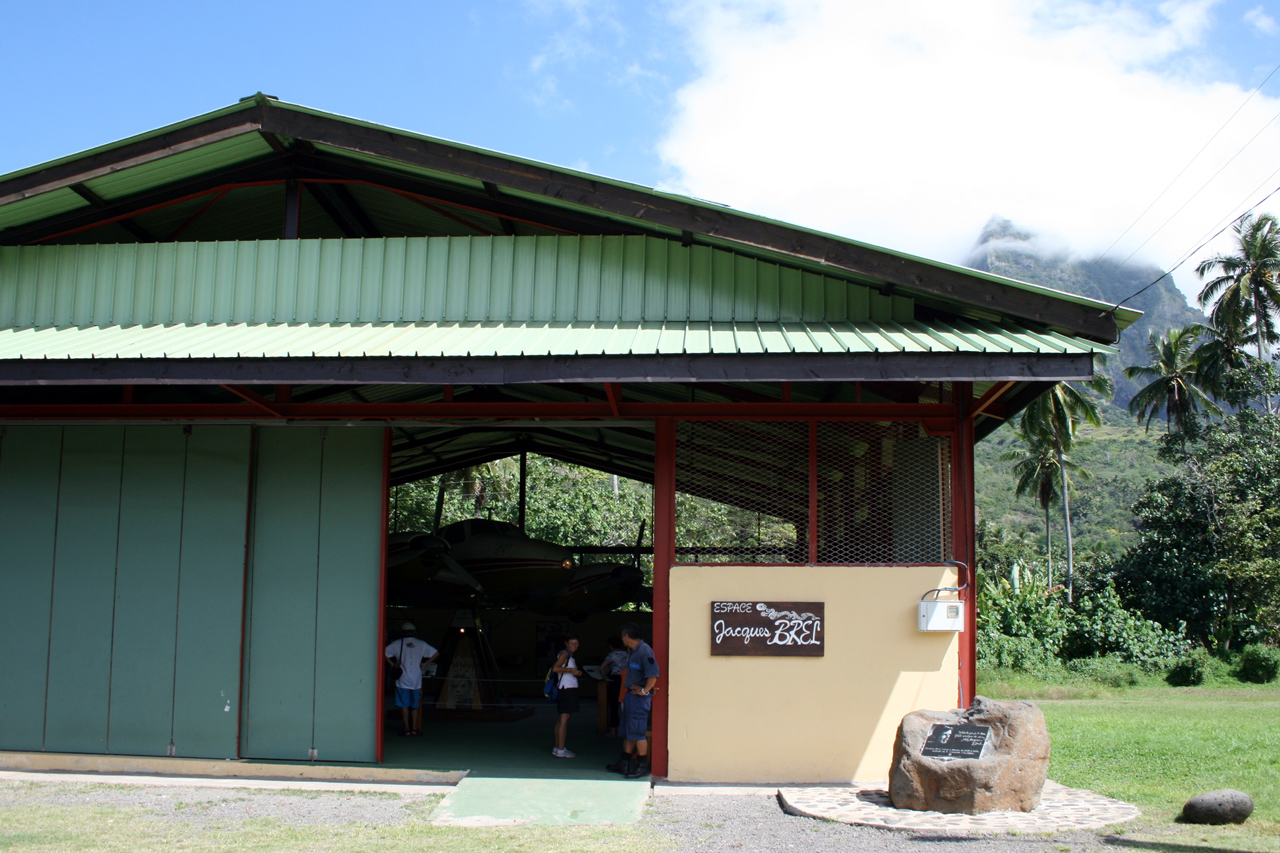
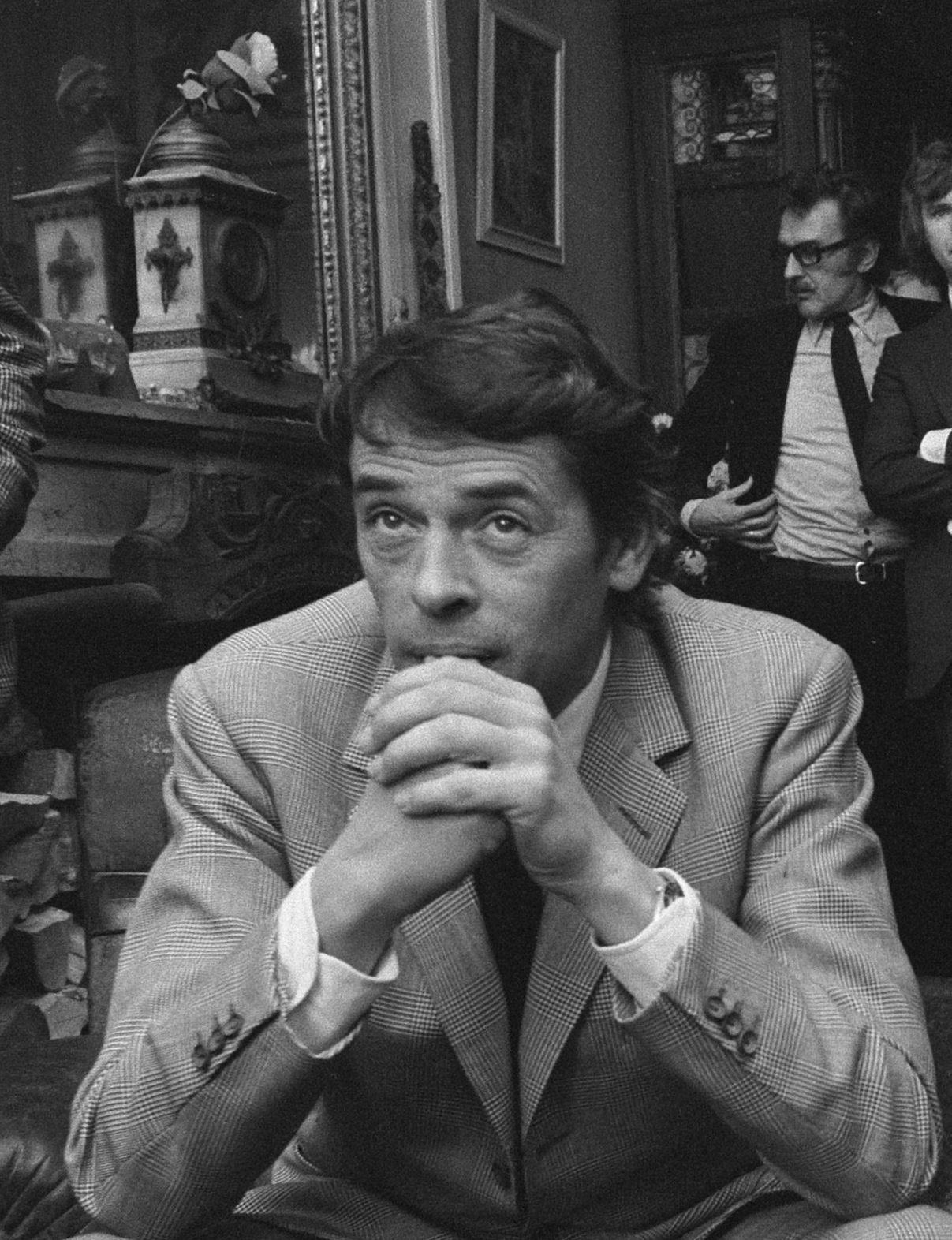

Ce petit musée se situe au centre du village d'Atuona, dans un hangar à proximité de son ancienne maison, du musée-maison du Jouir du peintre Paul Gauguin, du cimetière du Calvaire (où il repose au coté de Gauguin), et de la route vers l'aérodrome Jacques-Brel de l'île.    
Le musée expose divers souvenirs, photographies, buste, affiches, nombreuses citations, paroles de ses chansons et objets de la vie locale de Brel, avec en particulier son avion Beechcraft Twin Bonanza de 1956. Acquis en 1976 par sa compagne Maddly Bamy, et nommé d'après son grand ami et confident disparu, secrétaire, régisseur et chauffeur Georges Pasquier (alias « Jojo » de la chanson Jojo de son ultime album Les Marquises, de 1977). Brel pilote personnellement cet avion jusqu’à sa disparition en 1978. Il est restauré en 2003, pour être exposé dans ce musée.

## Documentaire
- 2023 : Le Pacifique, par France Brel (fille de Jacques Brel)[8].

## Voire aussi
- Discographie de Jacques Brel
- Liste des chansons de Jacques Brel